# Pieve di Teco
' Pieve di Teco  (ligur nyelven  Çeie ) egy olasz község Liguria régióban, Imperia megyében

## Földrajz
. 

Pieve di Teco község Imperia megye térképén

A vele szomszédos települések : Armo, Aurigo, Borghetto d'Arroscia, Borgomaro, Caprauna (Cuneo megye), Caravonica, Cesio, Pornassio, Rezzo és Vessalico.
.

## Látványosságok
- a Madonna dei Fanghi szentély
- San Giovanni Battista

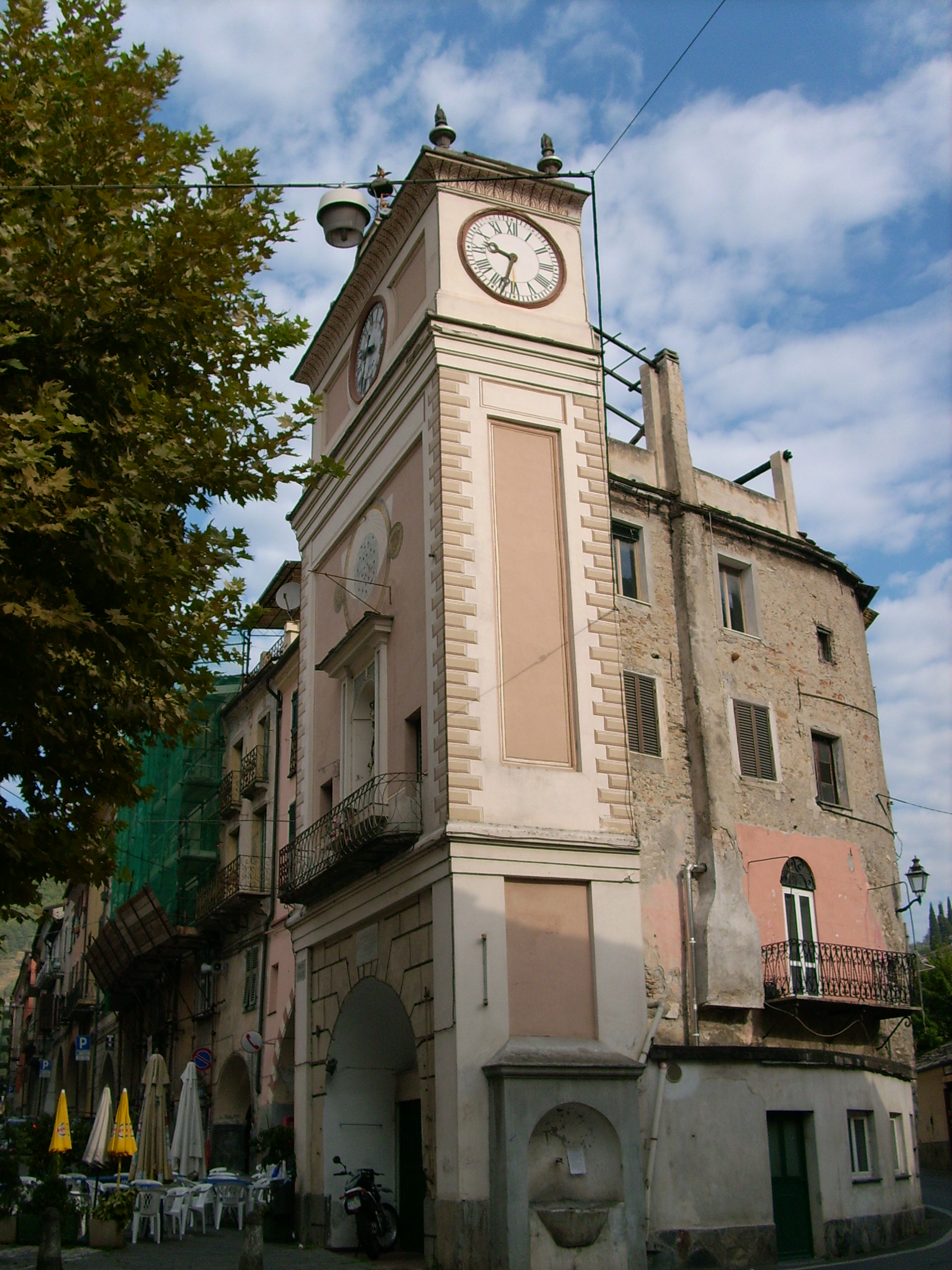
A torony

- Oratorio di San Giovanni Battista ( 1234).
- Szent Ágoston kolostor
- Szent Ferenc kolostor

## Fordítás
- Ez a szócikk részben vagy egészben  a    Pieve di Teco  című olasz Wikipédia-szócikk fordításán alapul.  Az eredeti cikk szerkesztőit annak laptörténete sorolja fel. Ez a jelzés csupán a megfogalmazás eredetét és a szerzői jogokat jelzi, nem szolgál a cikkben szereplő információk forrásmegjelöléseként.